# Organogeneza

Sadzonki ogórka hodowane in vitro

Organogeneza – proces tworzenia się i rozwoju narządów, zachodzący w wyniku różnicowania się poszczególnych komórek i tkanek.
U zwierząt proces ten może zachodzić zarówno w trakcie rozwoju zarodkowego, jak i larwalnego.
U roślin narządy (organy) powstają z merystematycznych zawiązków.